# Clasificación para la Copa Africana de Naciones de 2017
La Clasificación para la Copa Africana de Naciones de 2017 fue el torneo que determinó a las selecciones clasificadas a la Copa Africana de Naciones 2017 que se desarrolló en Gabón. El torneo inició el 12 de junio de 2015 y culminó el 4 de septiembre de 2016.

## Equipos participantes
De las 56 asociaciones de fútbol afiliadas a la CAF 52 participaron en el proceso clasificatorio, el equipo anfitrión de la etapa final del torneo, Gabón, también participaró aunque esté automáticamente clasificado. Las selecciones de Eritrea y Somalia no se inscribieron para participar en el torneo, mientras que Zanzíbar y Reunión no lo hicieron por las condiciones que les impone la CAF a sus asociaciones de fútbol.
La selección de Marruecos fue impedida de participar en la Copa Africana de 2017 y en la del año 2019 luego que la CAF la suspendiera por su negativa de ser sede de la Copa Africana 2015 en las fechas previstas ante una posible propagación de la epidemia de ébola de 2014-2015. La Real Federación de Fútbol de Marruecos no estuvo de acuerdo con esta decisión y presentó una apelación ante el Tribunal de Arbitraje Deportivo (TAS) en contra de las sanciones impuestas, este órgano de arbitraje aceptó la apelación y el 2 de abril de 2015 anuló las sanciones y le permitió a Marruecos participar en los torneos de los que había sido suspendido, sin embargo indicó que la descalificación de Marruecos de la Copa Africana 2015 es incuestionable y definitiva, además, se mantuvo la multa aunque reducida a 50 000 dólares, cuando originalmente había sido de un millón. La CAF se comprometió a aplicar y cumplir esta decisión a pesar de las contradicciones que encontró en este fallo.

### Sorteo
Previo al sorteo la CAF elaboró un sistema de clasificación mediante el cual los equipos participantes fueron distribuidos en 4 bombos sobre la base de su rendimiento en Copas Africanas de los años 2012, 2013 y 2015; en los torneos clasificatorios para las Copas Africanas de los años 2012, 2013 y 2015 y en la Clasificación africana para el Mundial Brasil 2014. Cada selección obtuvo un puntaje calculado según la instancia a la que haya llegado en los torneos antes mencionados, las selecciones fueron ordenadas en los bombos de acuerdo a este puntaje. La selección de Gabón, cuyo país fue elegido como anfitrión de la Copa Africana 2017, fue colocado un bombo X para ser sorteado por separado.
Entre paréntesis se indica el puntaje obtenido por cada selección según el sistema de clasificación publicado por la CAF, en caso de igualdad de puntos se le dio prioridad al equipo con la mayor cantidad de puntos en la competición más reciente.
| Bombo X    |
| ---------- |
| Gabón (23) |

| Bombo 1 | Bombo 2 | Bombo 3 | Bombo 4 |
| --- | --- | --- | --- |
| Costa de Marfil (56) Ghana (52) Túnez (35.4) Burkina Faso (34) Malí (34) Nigeria (33.5) Argelia (32) Zambia (31) Cabo Verde (29.5) RD Congo (28) Guinea (26) Senegal (24) Camerún (23.5) | Sudáfrica (23.5) Congo (22) Guinea Ecuatorial (19) Angola (17) Etiopía (15) Togo (14.5) Marruecos (14) Níger (13) Egipto (12.5) Uganda (12.5) Malaui (12) Sudán (11.5) Mozambique (11) | Botsuana (11) Libia (9.5) Sierra Leona (9) Lesoto (6) Kenia (6) Benín (5.5) Ruanda (5.5) Tanzania (5.5) República Centroafricana (5.5) Zimbabue (5) Liberia (4.5) Gambia (4.5) Namibia (4) | Guinea-Bisáu (3.5) Seychelles (3) Burundi (3) Mauritania (2.5) Chad (2.5) Madagascar (2.5) Santo Tomé y Príncipe (2) Comoras (1.5) Suazilandia (1.5) Sudán del Sur (1) Mauricio (0.5) Yibuti (0) |

El sorteo tuvo lugar el 8 de abril de 2015 en el Hotel Marriott ‘Zamalek’ en El Cairo capital de Egipto a las 15:00 hora local (UTC+2). El procedimiento fue como sigue:
- Gabón, país anfitrión de la Copa Africana 2017, fue sorteado en primer lugar y fue colocado en la última posición de su grupo (Grupo I).
- Luego se sortearon los equipos del bombo 1 y se colocaron en la primera posición de los grupos en estricto orden alfabético del grupo A al M.
- El mismo procedimiento anterior se aplicó para sortear a los equipos de los bombos 2 y 3 en ese estricto orden y se colocaron en la segunda y tercera posición de los grupos respectivamente.
- Finalmente se sortearon los equipos del bombo 4 y se colocaron en la cuarta posición de los grupos en estricto orden alfabético del grupo A al M, con excepción del grupo I que ya se había completado con la selección de Gabón.

De esa manera quedaron conformados los trece grupos del torneo.

## Formato de competición
El torneo clasificatorio consiste solo en una fase de grupos.
Las 52 selecciones participantes son divididas en 13 grupos de 4 equipos cada uno, por primera vez el país anfitrión de la fase final del torneo (Gabón) participará en la clasificación, aunque los partidos que juegue en su grupo no se toman en cuenta al momento de contabilizar los puntos y solo son considerados como amistosos. En todos los grupos se juega con un sistema de todos contra todos a partidos de ida y vuelta, los equipos son clasificados de acuerdo a los puntos obtenidos los cuales son otorgados de la siguiente manera:
- 3 puntos por partido ganado.
- 1 punto por partido empatado.
- 0 puntos por partido perdido.

Si dos o más equipos terminan empatados en puntos se aplican los siguientes criterios de desempate:
- El mayor número de puntos obtenidos en los partidos entre los equipos en cuestión.
- La mejor diferencia de gol en los partidos entre los equipos en cuestión.
- El mayor número de goles marcados en los partidos entre los equipos en cuestión.
- El mayor número de goles marcados en condición de visitante en los partidos entre los equipos en cuestión.

Si luego de aplicar los 4 criterios anteriores dos equipos aún continúan empatados se vuelven a aplicar los criterios a los partidos jugados entre estos dos equipos, si esto no conduce a una definición se aplican los siguientes criterios:
- La diferencia de gol en todos los partidos de grupo.
- El mayor número de goles marcados en todos los partidos de grupo.
- El mayor número de goles marcados en condición de visitante en todos los partidos de grupo.
- Un sorteo conducido por el Comité de Organización.

Al término de todos los partidos clasifican a la Copa Africana de Naciones 2017 los primeros de cada grupo y los dos mejores segundos, para determinar a los mejores segundos se elabora una tabla con solo los segundos lugares de cada grupo con excepción del grupo del anfitrión Gabón en el que solo clasifica el primero. Además, si por cualquier motivo un equipo abandona la competición y su grupo queda solo con 3 equipos entonces ese grupo tampoco se toma en cuenta para elegir los mejores segundos.

## Calendario
El calendario fue presentado el mismo día que se realizó el sorteo.
| Jornada   | Fechas                           |
| --------- | -------------------------------- |
| Jornada 1 | Del 12 al 14 de junio de 2015    |
| Jornada 2 | Del 4 al 6 de septiembre de 2015 |
| Jornada 3 | Del 23 al 26 de marzo de 2016    |
| Jornada 4 | Del 26 al 29 de marzo de 2016    |
| Jornada 5 | Del 2 al 5 de junio de 2016      |
| Jornada 6 | Del 2 al 4 de septiembre de 2016 |

## Grupos
– Clasificados a la Copa Africana de Naciones 2017.

### Grupo A
| Selección | Pts. | PJ | PG | PE | PP | GF | GC | Dif |
| --------- | ---- | -- | -- | -- | -- | -- | -- | --- |
| Túnez     | 13   | 6  | 4  | 1  | 1  | 16 | 3  | +13 |
| Togo      | 11   | 6  | 3  | 2  | 1  | 11 | 4  | +7  |
| Liberia   | 10   | 6  | 3  | 1  | 2  | 11 | 8  | +3  |
| Yibuti    | 0    | 6  | 0  | 0  | 6  | 1  | 24 | -23 |

| Fecha                   | Lugar    | Local   |                    | Resultado |                    | Visitante |
| ----------------------- | -------- | ------- | ------------------ | --------- | ------------------ | --------- |
| 12 de junio de 2015     | Rades    | Túnez   | Bandera de Túnez   | 8 – 1     | Bandera de Yibuti  | Yibuti    |
| 14 de junio de 2015     | Lomé     | Togo    | Bandera de Togo    | 2 – 1     | Bandera de Liberia | Liberia   |
| 5 de septiembre de 2015 | Monrovia | Liberia | Bandera de Liberia | 1 – 0     | Bandera de Túnez   | Túnez     |
| 4 de septiembre de 2015 | Yibuti   | Yibuti  | Bandera de Yibuti  | 0 – 2     | Bandera de Togo    | Togo      |
| 24 de marzo de 2016     | Yibuti   | Yibuti  | Bandera de Yibuti  | 0 – 1     | Bandera de Liberia | Liberia   |
| 25 de marzo de 2016     | Monastir | Túnez   | Bandera de Túnez   | 1 – 0     | Bandera de Togo    | Togo      |
| 29 de marzo de 2016     | Monrovia | Liberia | Bandera de Liberia | 5 – 0     | Bandera de Yibuti  | Yibuti    |
| 29 de marzo de 2016     | Lomé     | Togo    | Bandera de Togo    | 0 – 0     | Bandera de Túnez   | Túnez     |
| 3 de junio de 2016      | Yibuti   | Yibuti  | Bandera de Yibuti  | 0 – 3     | Bandera de Túnez   | Túnez     |
| 5 de junio de 2016      | Monrovia | Liberia | Bandera de Liberia | 2 – 2     | Bandera de Togo    | Togo      |
| 4 de septiembre de 2016 | Monastir | Túnez   | Bandera de Túnez   | 4 – 1     | Bandera de Liberia | Liberia   |
| 4 de septiembre de 2016 | Lomé     | Togo    | Bandera de Togo    | 5 – 0     | Bandera de Yibuti  | Yibuti    |

### Grupo B
| Selección           | Pts. | PJ | PG | PE | PP | GF | GC | Dif |
| ------------------- | ---- | -- | -- | -- | -- | -- | -- | --- |
| RD Congo            | 15   | 6  | 5  | 0  | 1  | 16 | 6  | +10 |
| Rep. Centroafricana | 10   | 6  | 3  | 1  | 2  | 9  | 11 | -2  |
| Angola              | 5    | 6  | 1  | 2  | 3  | 7  | 8  | -1  |
| Madagascar          | 3    | 6  | 0  | 3  | 3  | 5  | 12 | -7  |

| Fecha                   | Lugar        | Local                      |                                            | Resultado |                                            | Visitante                  |
| ----------------------- | ------------ | -------------------------- | ------------------------------------------ | --------- | ------------------------------------------ | -------------------------- |
| 14 de junio de 2015     | Kinshasa     | Rep. Democrática del Congo | Bandera de República Democrática del Congo | 2 – 1     | Bandera de Madagascar                      | Madagascar                 |
| 13 de junio de 2015     | Lubango      | Angola                     | Bandera de Angola                          | 4 – 0     | Bandera de la República Centroafricana     | República Centroafricana   |
| 6 de septiembre de 2015 | Bangui       | República Centroafricana   | Bandera de la República Centroafricana     | 2 – 0     | Bandera de República Democrática del Congo | Rep. Democrática del Congo |
| 6 de septiembre de 2015 | Antananarivo | Madagascar                 | Bandera de Madagascar                      | 0 – 0     | Bandera de Angola                          | Angola                     |
| 24 de marzo de 2016     | Antananarivo | Madagascar                 | Bandera de Madagascar                      | 1 – 1     | Bandera de la República Centroafricana     | República Centroafricana   |
| 26 de marzo de 2016     | Kinshasa     | Rep. Democrática del Congo | Bandera de República Democrática del Congo | 2 – 1     | Bandera de Angola                          | Angola                     |
| 28 de marzo de 2016     | Bangui       | República Centroafricana   | Bandera de la República Centroafricana     | 2 – 1     | Bandera de Madagascar                      | Madagascar                 |
| 29 de marzo de 2016     | Luanda       | Angola                     | Bandera de Angola                          | 0 – 2     | Bandera de República Democrática del Congo | Rep. Democrática del Congo |
| 5 de junio de 2016      | Antananarivo | Madagascar                 | Bandera de Madagascar                      | 1 – 6     | Bandera de República Democrática del Congo | Rep. Democrática del Congo |
| 5 de junio de 2016      | Bangui       | República Centroafricana   | Bandera de la República Centroafricana     | 3 – 1     | Bandera de Angola                          | Angola                     |
| 4 de septiembre de 2016 | Kinshasa     | Rep. Democrática del Congo | Bandera de República Democrática del Congo | 4 – 1     | Bandera de la República Centroafricana     | República Centroafricana   |
| 3 de septiembre de 2016 | Luanda       | Angola                     | Bandera de Angola                          | 1 – 1     | Bandera de Madagascar                      | Madagascar                 |

### Grupo C
| Selección         | Pts. | PJ | PG | PE | PP | GF | GC | Dif |
| ----------------- | ---- | -- | -- | -- | -- | -- | -- | --- |
| Malí              | 16   | 6  | 5  | 1  | 0  | 13 | 3  | +10 |
| Benín             | 11   | 6  | 3  | 2  | 1  | 12 | 10 | +2  |
| Guinea Ecuatorial | 4    | 6  | 1  | 1  | 4  | 6  | 6  | 0   |
| Sudán del Sur     | 3    | 6  | 1  | 0  | 5  | 3  | 15 | -12 |

| Fecha                   | Lugar  | Local             |                              | Resultado |                              | Visitante         |
| ----------------------- | ------ | ----------------- | ---------------------------- | --------- | ---------------------------- | ----------------- |
| 13 de junio de 2015     | Bamako | Malí              | Bandera de Mali              | 2 – 0     | Bandera de Sudán del Sur     | Sudán del Sur     |
| 14 de junio de 2015     | Bata   | Guinea Ecuatorial | Bandera de Guinea Ecuatorial | 1 – 1     | Bandera de Benín             | Benín             |
| 6 de septiembre de 2015 | Cotonú | Benín             | Bandera de Benín             | 1 – 1     | Bandera de Mali              | Malí              |
| 5 de septiembre de 2015 | Yuba   | Sudán del Sur     | Bandera de Sudán del Sur     | 1 – 0     | Bandera de Guinea Ecuatorial | Guinea Ecuatorial |
| 23 de marzo de 2016     | Yuba   | Sudán del Sur     | Bandera de Sudán del Sur     | 1 – 2     | Bandera de Benín             | Benín             |
| 25 de marzo de 2016     | Bamako | Malí              | Bandera de Mali              | 1 – 0     | Bandera de Guinea Ecuatorial | Guinea Ecuatorial |
| 27 de marzo de 2016     | Cotonú | Benín             | Bandera de Benín             | 4 – 1     | Bandera de Sudán del Sur     | Sudán del Sur     |
| 28 de marzo de 2016     | Malabo | Guinea Ecuatorial | Bandera de Guinea Ecuatorial | 0 – 1     | Bandera de Mali              | Malí              |
| 4 de junio de 2016      | Yuba   | Sudán del Sur     | Bandera de Sudán del Sur     | 0 – 3     | Bandera de Mali              | Malí              |
| 12 de junio de 2016     | Cotonú | Benín             | Bandera de Benín             | 2 – 1     | Bandera de Guinea Ecuatorial | Guinea Ecuatorial |
| 4 de septiembre de 2016 | Bamako | Malí              | Bandera de Mali              | 5 – 2     | Bandera de Benín             | Benín             |
| 4 de septiembre de 2016 | Malabo | Guinea Ecuatorial | Bandera de Guinea Ecuatorial | 4 – 0     | Bandera de Sudán del Sur     | Sudán del Sur     |

### Grupo D
| Selección    | Pts. | PJ | PG | PE | PP | GF | GC | Dif |
| ------------ | ---- | -- | -- | -- | -- | -- | -- | --- |
| Burkina Faso | 13   | 6  | 4  | 1  | 1  | 6  | 2  | +4  |
| Uganda       | 13   | 6  | 4  | 1  | 1  | 6  | 2  | +4  |
| Botsuana     | 6    | 6  | 2  | 0  | 4  | 5  | 8  | -3  |
| Comoras      | 3    | 6  | 1  | 0  | 5  | 2  | 7  | -5  |

| Fecha                   | Lugar       | Local        |                         | Resultado |                         | Visitante    |
| ----------------------- | ----------- | ------------ | ----------------------- | --------- | ----------------------- | ------------ |
| 13 de junio de 2015     | Uagadugú    | Burkina Faso | Bandera de Burkina Faso | 2 – 0     | Bandera de Comoras      | Comoras      |
| 13 de junio de 2015     | Kampala     | Uganda       | Bandera de Uganda       | 2 – 0     | Bandera de Botsuana     | Botsuana     |
| 5 de septiembre de 2015 | Francistown | Botsuana     | Bandera de Botsuana     | 1 – 0     | Bandera de Burkina Faso | Burkina Faso |
| 5 de septiembre de 2015 | Mitsamiouli | Comoras      | Bandera de Comoras      | 0 – 1     | Bandera de Uganda       | Uganda       |
| 24 de marzo de 2016     | Mitsamiouli | Comoras      | Bandera de Comoras      | 1 – 0     | Bandera de Botsuana     | Botsuana     |
| 26 de marzo de 2016     | Uagadugú    | Burkina Faso | Bandera de Burkina Faso | 1 – 0     | Bandera de Uganda       | Uganda       |
| 27 de marzo de 2016     | Francistown | Botsuana     | Bandera de Botsuana     | 2 – 1     | Bandera de Comoras      | Comoras      |
| 29 de marzo de 2016     | Kampala     | Uganda       | Bandera de Uganda       | 0 – 0     | Bandera de Burkina Faso | Burkina Faso |
| 5 de junio de 2016      | Moroni      | Comoras      | Bandera de Comoras      | 0 – 1     | Bandera de Burkina Faso | Burkina Faso |
| 4 de junio de 2016      | Francistown | Botsuana     | Bandera de Botsuana     | 1 – 2     | Bandera de Uganda       | Uganda       |
| 4 de septiembre de 2016 | Uagadugú    | Burkina Faso | Bandera de Burkina Faso | 2 – 1     | Bandera de Botsuana     | Botsuana     |
| 4 de septiembre de 2016 | Kampala     | Uganda       | Bandera de Uganda       | 1 – 0     | Bandera de Comoras      | Comoras      |

### Grupo E
| Selección    | Pts. | PJ | PG | PE | PP | GF | GC | Dif |
| ------------ | ---- | -- | -- | -- | -- | -- | -- | --- |
| Guinea-Bisáu | 10   | 6  | 3  | 1  | 2  | 7  | 7  | 0   |
| Congo        | 9    | 6  | 2  | 3  | 1  | 9  | 7  | +2  |
| Zambia       | 7    | 6  | 1  | 4  | 1  | 7  | 7  | 0   |
| Kenia        | 5    | 6  | 1  | 2  | 3  | 5  | 7  | -2  |

| Fecha                   | Lugar      | Local        |                                | Resultado |                                | Visitante    |
| ----------------------- | ---------- | ------------ | ------------------------------ | --------- | ------------------------------ | ------------ |
| 13 de junio de 2015     | Ndola      | Zambia       | Bandera de Zambia              | 0 – 0     | Bandera de Guinea-Bisáu        | Guinea-Bisáu |
| 14 de junio de 2015     | Owando     | Congo        | Bandera de República del Congo | 1 – 1     | Bandera de Kenia               | Kenia        |
| 6 de septiembre de 2015 | Nairobi    | Kenia        | Bandera de Kenia               | 1 – 2     | Bandera de Zambia              | Zambia       |
| 5 de septiembre de 2015 | Bisáu      | Guinea-Bisáu | Bandera de Guinea-Bisáu        | 2 – 4     | Bandera de República del Congo | Congo        |
| 23 de marzo de 2016     | Bisáu      | Guinea-Bisáu | Bandera de Guinea-Bisáu        | 1 – 0     | Bandera de Kenia               | Kenia        |
| 23 de marzo de 2016     | Ndola      | Zambia       | Bandera de Zambia              | 1 – 1     | Bandera de República del Congo | Congo        |
| 27 de marzo de 2016     | Nairobi    | Kenia        | Bandera de Kenia               | 0 – 1     | Bandera de Guinea-Bisáu        | Guinea-Bisáu |
| 27 de marzo de 2016     | Brazaville | Congo        | Bandera de República del Congo | 1 – 1     | Bandera de Zambia              | Zambia       |
| 4 de junio de 2016      | Bisáu      | Guinea-Bisáu | Bandera de Guinea-Bisáu        | 3 – 2     | Bandera de Zambia              | Zambia       |
| 5 de junio de 2016      | Nairobi    | Kenia        | Bandera de Kenia               | 2 – 1     | Bandera de República del Congo | Congo        |
| 4 de septiembre de 2016 | Ndola      | Zambia       | Bandera de Zambia              | 1 – 1     | Bandera de Kenia               | Kenia        |
| 4 de septiembre de 2016 | Kintélé    | Congo        | Bandera de República del Congo | 1 – 0     | Bandera de Guinea-Bisáu        | Guinea-Bisáu |

### Grupo F
| Selección             | Pts. | PJ | PG | PE | PP | GF | GC | Dif |
| --------------------- | ---- | -- | -- | -- | -- | -- | -- | --- |
| Marruecos             | 16   | 6  | 5  | 1  | 0  | 10 | 1  | +9  |
| Cabo Verde            | 9    | 6  | 3  | 0  | 3  | 11 | 7  | +4  |
| Libia                 | 7    | 6  | 2  | 1  | 3  | 8  | 6  | +2  |
| Santo Tomé y Príncipe | 3    | 6  | 1  | 0  | 5  | 4  | 19 | -15 |

| Fecha                   | Lugar             | Local                 |                                  | Resultado |                                  | Visitante             |
| ----------------------- | ----------------- | --------------------- | -------------------------------- | --------- | -------------------------------- | --------------------- |
| 13 de junio de 2015     | Praia             | Cabo Verde            | Bandera de Cabo Verde            | 7 – 1     | Bandera de Santo Tomé y Príncipe | Santo Tomé y Príncipe |
| 12 de junio de 2015     | Agadir            | Marruecos             | Bandera de Marruecos             | 1 – 0     | Bandera de Libia                 | Libia                 |
| 6 de septiembre de 2015 | El Cairo (Egipto) | Libia                 | Bandera de Libia                 | 1 – 2     | Bandera de Cabo Verde            | Cabo Verde            |
| 5 de septiembre de 2015 | Santo Tomé        | Santo Tomé y Príncipe | Bandera de Santo Tomé y Príncipe | 0 – 3     | Bandera de Marruecos             | Marruecos             |
| 23 de marzo de 2016     | Santo Tomé        | Santo Tomé y Príncipe | Bandera de Santo Tomé y Príncipe | 2 – 1     | Bandera de Libia                 | Libia                 |
| 26 de marzo de 2016     | Praia             | Cabo Verde            | Bandera de Cabo Verde            | 0 – 1     | Bandera de Marruecos             | Marruecos             |
| 28 de marzo de 2016     | El Cairo (Egipto) | Libia                 | Bandera de Libia                 | 4 – 0     | Bandera de Santo Tomé y Príncipe | Santo Tomé y Príncipe |
| 29 de marzo de 2016     | Marrakech         | Marruecos             | Bandera de Marruecos             | 2 – 0     | Bandera de Cabo Verde            | Cabo Verde            |
| 4 de junio de 2016      | Santo Tomé        | Santo Tomé y Príncipe | Bandera de Santo Tomé y Príncipe | 1 – 2     | Bandera de Cabo Verde            | Cabo Verde            |
| 3 de junio de 2016      | Radés (Túnez)     | Libia                 | Bandera de Libia                 | 1 – 1     | Bandera de Marruecos             | Marruecos             |
| 3 de septiembre de 2016 | Praia             | Cabo Verde            | Bandera de Cabo Verde            | 0 – 1     | Bandera de Libia                 | Libia                 |
| 4 de septiembre de 2016 | Rabat             | Marruecos             | Bandera de Marruecos             | 2 – 0     | Bandera de Santo Tomé y Príncipe | Santo Tomé y Príncipe |

### Grupo G
| Selección | Pts.               | PJ                 | PG                 | PE                 | PP                 | GF                 | GC                 | Dif                |
| --------- | ------------------ | ------------------ | ------------------ | ------------------ | ------------------ | ------------------ | ------------------ | ------------------ |
| Egipto    | 10                 | 4                  | 3                  | 1                  | 0                  | 7                  | 1                  | +6                 |
| Nigeria   | 5                  | 4                  | 1                  | 2                  | 1                  | 2                  | 2                  | 0                  |
| Tanzania  | 1                  | 4                  | 0                  | 1                  | 3                  | 0                  | 6                  | -6                 |
| Chad      | Retiro del torneo1 | Retiro del torneo1 | Retiro del torneo1 | Retiro del torneo1 | Retiro del torneo1 | Retiro del torneo1 | Retiro del torneo1 | Retiro del torneo1 |

| Fecha                   | Lugar        | Local    |                     | Resultado       |                     | Visitante |
| ----------------------- | ------------ | -------- | ------------------- | --------------- | ------------------- | --------- |
| 13 de junio de 2015     | Kaduna       | Nigeria  | Bandera de Nigeria  | 2 – 0 (Anulado) | Bandera de Chad     | Chad      |
| 14 de junio de 2015     | Alejandría   | Egipto   | Bandera de Egipto   | 3 – 0           | Bandera de Tanzania | Tanzania  |
| 5 de septiembre de 2015 | Dar es-Salam | Tanzania | Bandera de Tanzania | 0 – 0           | Bandera de Nigeria  | Nigeria   |
| 6 de septiembre de 2015 | Yamena       | Chad     | Bandera de Chad     | 1 – 5 (Anulado) | Bandera de Egipto   | Egipto    |
| 23 de marzo de 2016     | Yamena       | Chad     | Bandera de Chad     | 0 – 1 (Anulado) | Bandera de Tanzania | Tanzania  |
| 25 de marzo de 2016     | Kaduna       | Nigeria  | Bandera de Nigeria  | 1 – 1           | Bandera de Egipto   | Egipto    |
| 28 de marzo de 2016     | Dar es-Salam | Tanzania | Bandera de Tanzania | Cancelado       | Bandera de Chad     | Chad      |
| 29 de marzo de 2016     | Alejandría   | Egipto   | Bandera de Egipto   | 1 – 0           | Bandera de Nigeria  | Nigeria   |
| junio de 2016           |              | Chad     | Bandera de Chad     | Cancelado       | Bandera de Nigeria  | Nigeria   |
| 4 de junio de 2016      | Dar es-Salam | Tanzania | Bandera de Tanzania | 0 – 2           | Bandera de Egipto   | Egipto    |
| 3 de septiembre de 2016 | Uyo          | Nigeria  | Bandera de Nigeria  | 1 – 0           | Bandera de Tanzania | Tanzania  |
| septiembre de 2016      |              | Egipto   | Bandera de Egipto   | Cancelado       | Bandera de Chad     | Chad      |

### Grupo H
| Selección  | Pts. | PJ | PG | PE | PP | GF | GC | Dif |
| ---------- | ---- | -- | -- | -- | -- | -- | -- | --- |
| Ghana      | 14   | 6  | 4  | 2  | 0  | 14 | 3  | +11 |
| Mozambique | 7    | 6  | 2  | 1  | 3  | 5  | 7  | -2  |
| Ruanda     | 7    | 6  | 2  | 1  | 3  | 9  | 6  | +3  |
| Mauricio   | 6    | 6  | 2  | 0  | 4  | 3  | 15 | -12 |

| Fecha                   | Lugar            | Local      |                       | Resultado |                       | Visitante  |
| ----------------------- | ---------------- | ---------- | --------------------- | --------- | --------------------- | ---------- |
| 14 de junio de 2015     | Acra             | Ghana      | Bandera de Ghana      | 7 – 1     | Bandera de Mauricio   | Mauricio   |
| 14 de junio de 2015     | Maputo           | Mozambique | Bandera de Mozambique | 0 – 1     | Bandera de Ruanda     | Ruanda     |
| 5 de septiembre de 2015 | Kigali           | Ruanda     | Bandera de Ruanda     | 0 – 1     | Bandera de Ghana      | Ghana      |
| 6 de septiembre de 2015 | Curepipe         | Mauricio   | Bandera de Mauricio   | 1 – 0     | Bandera de Mozambique | Mozambique |
| 26 de marzo de 2016     | Belle Vue Maurel | Mauricio   | Bandera de Mauricio   | 1 – 0     | Bandera de Ruanda     | Ruanda     |
| 24 de marzo de 2016     | Acra             | Ghana      | Bandera de Ghana      | 3 – 1     | Bandera de Mozambique | Mozambique |
| 29 de marzo de 2016     | Kigali           | Ruanda     | Bandera de Ruanda     | 5 – 0     | Bandera de Mauricio   | Mauricio   |
| 27 de marzo de 2016     | Maputo           | Mozambique | Bandera de Mozambique | 0 – 0     | Bandera de Ghana      | Ghana      |
| 5 de junio de 2016      | Belle Vue Maurel | Mauricio   | Bandera de Mauricio   | 0 – 2     | Bandera de Ghana      | Ghana      |
| 4 de junio de 2016      | Kigali           | Ruanda     | Bandera de Ruanda     | 2 – 3     | Bandera de Mozambique | Mozambique |
| 3 de septiembre de 2016 | Acra             | Ghana      | Bandera de Ghana      | 1 – 1     | Bandera de Ruanda     | Ruanda     |
| 3 de septiembre de 2016 | Maputo           | Mozambique | Bandera de Mozambique | 1 – 0     | Bandera de Mauricio   | Mauricio   |

### Grupo I
La selección de Gabón quedó sorteada en el grupo I, pero al estar clasificada automáticamente a la Copa Africana 2017 por ser el país anfitrión los partidos que jugará en este grupo solo serán considerados como amistosos y no se tomarán en cuenta al momento de la repartición de puntos a los otros tres equipos.
| Selección       | Pts. | PJ | PG | PE | PP | GF | GC | Dif |
| --------------- | ---- | -- | -- | -- | -- | -- | -- | --- |
| Costa de Marfil | 6    | 4  | 1  | 3  | 0  | 3  | 2  | +1  |
| Sierra Leona    | 5    | 4  | 1  | 2  | 1  | 2  | 2  | 0   |
| Sudán           | 4    | 4  | 1  | 1  | 2  | 2  | 3  | -1  |

| Fecha                   | Lugar                   | Local           |                            | Resultado |                            | Visitante       |
| ----------------------- | ----------------------- | --------------- | -------------------------- | --------- | -------------------------- | --------------- |
| 14 de junio de 2015     | Libreville              | Gabón           | Bandera de Gabón           | 0 – 0     | Bandera de Costa de Marfil | Costa de Marfil |
| 14 de junio de 2015     | Jartum                  | Sudán           | Bandera de Sudán           | 1 – 0     | Bandera de Sierra Leona    | Sierra Leona    |
| 6 de septiembre de 2015 | Port Harcourt (Nigeria) | Sierra Leona    | Bandera de Sierra Leona    | 0 – 0     | Bandera de Costa de Marfil | Costa de Marfil |
| 5 de septiembre de 2015 | Libreville              | Gabón           | Bandera de Gabón           | 4 – 0     | Bandera de Sudán           | Sudán           |
| 25 de marzo de 2016     | Franceville             | Gabón           | Bandera de Gabón           | 2 – 1     | Bandera de Sierra Leona    | Sierra Leona    |
| 25 de marzo de 2016     | Abiyán                  | Costa de Marfil | Bandera de Costa de Marfil | 1 – 0     | Bandera de Sudán           | Sudán           |
| 28 de marzo de 2016     | Freetown                | Sierra Leona    | Bandera de Sierra Leona    | 1 – 0     | Bandera de Gabón           | Gabón           |
| 29 de marzo de 2016     | Jartum                  | Sudán           | Bandera de Sudán           | 1 – 1     | Bandera de Costa de Marfil | Costa de Marfil |
| 4 de junio de 2016      | Bouaké                  | Costa de Marfil | Bandera de Costa de Marfil | 2 – 1     | Bandera de Gabón           | Gabón           |
| 4 de junio de 2016      | Freetown                | Sierra Leona    | Bandera de Sierra Leona    | 1 – 0     | Bandera de Sudán           | Sudán           |
| 3 de septiembre de 2016 | Bouaké                  | Costa de Marfil | Bandera de Costa de Marfil | 1 – 1     | Bandera de Sierra Leona    | Sierra Leona    |
| 2 de septiembre de 2016 | Jartum                  | Sudán           | Bandera de Sudán           | 1 – 2     | Bandera de Gabón           | Gabón           |

### Grupo J
| Selección  | Pts. | PJ | PG | PE | PP | GF | GC | Dif |
| ---------- | ---- | -- | -- | -- | -- | -- | -- | --- |
| Argelia    | 16   | 6  | 5  | 1  | 0  | 25 | 5  | +20 |
| Etiopía    | 11   | 6  | 3  | 2  | 1  | 11 | 14 | -3  |
| Seychelles | 4    | 6  | 1  | 1  | 4  | 5  | 11 | -6  |
| Lesoto     | 3    | 6  | 1  | 0  | 5  | 5  | 16 | -11 |

| Fecha                   | Lugar      | Local      |                       | Resultado |                       | Visitante  |
| ----------------------- | ---------- | ---------- | --------------------- | --------- | --------------------- | ---------- |
| 13 de junio de 2015     | Blida      | Argelia    | Bandera de Argelia    | 4 – 0     | Bandera de Seychelles | Seychelles |
| 14 de junio de 2015     | Bahir Dar  | Etiopía    | Bandera de Etiopía    | 2 – 1     | Bandera de Lesoto     | Lesoto     |
| 6 de septiembre de 2015 | Maseru     | Lesoto     | Bandera de Lesoto     | 1 – 3     | Bandera de Argelia    | Argelia    |
| 5 de septiembre de 2015 | Victoria   | Seychelles | Bandera de Seychelles | 1 – 1     | Bandera de Etiopía    | Etiopía    |
| 26 de marzo de 2016     | Victoria   | Seychelles | Bandera de Seychelles | 2 – 0     | Bandera de Lesoto     | Lesoto     |
| 25 de marzo de 2016     | Blida      | Argelia    | Bandera de Argelia    | 7 – 1     | Bandera de Etiopía    | Etiopía    |
| 29 de marzo de 2016     | Maseru     | Lesoto     | Bandera de Lesoto     | 2 – 1     | Bandera de Seychelles | Seychelles |
| 29 de marzo de 2016     | Adís Abeba | Etiopía    | Bandera de Etiopía    | 3 – 3     | Bandera de Argelia    | Argelia    |
| 2 de junio de 2016      | Victoria   | Seychelles | Bandera de Seychelles | 0 – 2     | Bandera de Argelia    | Argelia    |
| 5 de junio de 2016      | Maseru     | Lesoto     | Bandera de Lesoto     | 1 – 2     | Bandera de Etiopía    | Etiopía    |
| 4 de septiembre de 2016 | Blida      | Argelia    | Bandera de Argelia    | 6 – 0     | Bandera de Lesoto     | Lesoto     |
| 3 de septiembre de 2016 | Awasa      | Etiopía    | Bandera de Etiopía    | 2 – 1     | Bandera de Seychelles | Seychelles |

### Grupo K
| Selección | Pts. | PJ | PG | PE | PP | GF | GC | Dif |
| --------- | ---- | -- | -- | -- | -- | -- | -- | --- |
| Senegal   | 18   | 6  | 6  | 0  | 0  | 13 | 2  | +11 |
| Burundi   | 6    | 6  | 2  | 0  | 4  | 8  | 12 | -4  |
| Namibia   | 6    | 6  | 2  | 0  | 4  | 5  | 9  | -4  |
| Níger     | 6    | 6  | 2  | 0  | 4  | 5  | 8  | -3  |

| Fecha                   | Lugar     | Local   |                    | Resultado |                    | Visitante |
| ----------------------- | --------- | ------- | ------------------ | --------- | ------------------ | --------- |
| 13 de junio de 2015     | Dakar     | Senegal | Bandera de Senegal | 3 – 1     | Bandera de Burundi | Burundi   |
| 14 de junio de 2015     | Niamey    | Níger   | Bandera de Niger   | 1 – 0     | Bandera de Namibia | Namibia   |
| 5 de septiembre de 2015 | Windhoek  | Namibia | Bandera de Namibia | 0 – 2     | Bandera de Senegal | Senegal   |
| 5 de septiembre de 2015 | Buyumbura | Burundi | Bandera de Burundi | 2 – 0     | Bandera de Niger   | Níger     |
| 26 de marzo de 2016     | Buyumbura | Burundi | Bandera de Burundi | 1 – 3     | Bandera de Namibia | Namibia   |
| 26 de marzo de 2016     | Dakar     | Senegal | Bandera de Senegal | 2 – 0     | Bandera de Niger   | Níger     |
| 29 de marzo de 2016     | Windhoek  | Namibia | Bandera de Namibia | 1 – 3     | Bandera de Burundi | Burundi   |
| 29 de marzo de 2016     | Niamey    | Níger   | Bandera de Niger   | 1 – 2     | Bandera de Senegal | Senegal   |
| 4 de junio de 2016      | Buyumbura | Burundi | Bandera de Burundi | 0 – 2     | Bandera de Senegal | Senegal   |
| 4 de junio de 2016      | Windhoek  | Namibia | Bandera de Namibia | 1 – 0     | Bandera de Niger   | Níger     |
| 3 de septiembre de 2016 | Dakar     | Senegal | Bandera de Senegal | 2 – 0     | Bandera de Namibia | Namibia   |
| 4 de septiembre de 2016 | Niamey    | Níger   | Bandera de Niger   | 3 – 1     | Bandera de Burundi | Burundi   |

### Grupo L
| Selección   | Pts. | PJ | PG | PE | PP | GF | GC | Dif |
| ----------- | ---- | -- | -- | -- | -- | -- | -- | --- |
| Zimbabue    | 11   | 6  | 3  | 2  | 1  | 11 | 4  | +7  |
| Suazilandia | 8    | 6  | 2  | 2  | 2  | 6  | 9  | -3  |
| Guinea      | 8    | 6  | 2  | 2  | 2  | 5  | 5  | 0   |
| Malaui      | 5    | 6  | 1  | 2  | 3  | 5  | 9  | -4  |

| Fecha                   | Lugar                 | Local       |                        | Resultado |                        | Visitante   |
| ----------------------- | --------------------- | ----------- | ---------------------- | --------- | ---------------------- | ----------- |
| 12 de junio de 2015     | Casablanca, Marruecos | Guinea      | Bandera de Guinea      | 1 – 2     | Bandera de Suazilandia | Suazilandia |
| 13 de junio de 2015     | Blantyre              | Malaui      | Bandera de Malaui      | 1 – 2     | Bandera de Zimbabue    | Zimbabue    |
| 6 de septiembre de 2015 | Harare                | Zimbabue    | Bandera de Zimbabue    | 1 – 1     | Bandera de Guinea      | Guinea      |
| 6 de septiembre de 2015 | Lobamba               | Suazilandia | Bandera de Suazilandia | 2 – 2     | Bandera de Malaui      | Malaui      |
| 25 de marzo de 2016     | Lobamba               | Suazilandia | Bandera de Suazilandia | 1 – 1     | Bandera de Zimbabue    | Zimbabue    |
| 25 de marzo de 2016     | Conakri               | Guinea      | Bandera de Guinea      | 0 – 0     | Bandera de Malaui      | Malaui      |
| 28 de marzo de 2016     | Harare                | Zimbabue    | Bandera de Zimbabue    | 4 – 0     | Bandera de Suazilandia | Suazilandia |
| 29 de marzo de 2016     | Blantyre              | Malaui      | Bandera de Malaui      | 1 – 2     | Bandera de Guinea      | Guinea      |
| 5 de junio de 2016      | Lobamba               | Suazilandia | Bandera de Suazilandia | 1 – 0     | Bandera de Guinea      | Guinea      |
| 5 de junio de 2016      | Harare                | Zimbabue    | Bandera de Zimbabue    | 3 – 0     | Bandera de Malaui      | Malaui      |
| 4 de septiembre de 2016 | Conakri               | Guinea      | Bandera de Guinea      | 1 – 0     | Bandera de Zimbabue    | Zimbabue    |
| 4 de septiembre de 2016 | Blantyre              | Malaui      | Bandera de Malaui      | 1 – 0     | Bandera de Suazilandia | Suazilandia |

### Grupo M
| Selección  | Pts. | PJ | PG | PE | PP | GF | GC | Dif |
| ---------- | ---- | -- | -- | -- | -- | -- | -- | --- |
| Camerún    | 14   | 6  | 4  | 2  | 0  | 7  | 2  | +5  |
| Mauritania | 8    | 6  | 2  | 2  | 2  | 6  | 5  | +1  |
| Sudáfrica  | 7    | 6  | 1  | 4  | 1  | 8  | 6  | +2  |
| Gambia     | 2    | 6  | 0  | 2  | 4  | 1  | 9  | -8  |

| Fecha                   | Lugar     | Local      |                       | Resultado |                       | Visitante  |
| ----------------------- | --------- | ---------- | --------------------- | --------- | --------------------- | ---------- |
| 14 de junio de 2015     | Yaundé    | Camerún    | Bandera de Camerún    | 1 – 0     | Bandera de Mauritania | Mauritania |
| 13 de junio de 2015     | Durban    | Sudáfrica  | Bandera de Sudáfrica  | 0 – 0     | Bandera de Gambia     | Gambia     |
| 6 de septiembre de 2015 | Bakau     | Gambia     | Bandera de Gambia     | 0 – 1     | Bandera de Camerún    | Camerún    |
| 5 de septiembre de 2015 | Nuakchot  | Mauritania | Bandera de Mauritania | 3 – 1     | Bandera de Sudáfrica  | Sudáfrica  |
| 25 de marzo de 2016     | Nuakchot  | Mauritania | Bandera de Mauritania | 2 – 1     | Bandera de Gambia     | Gambia     |
| 26 de marzo de 2016     | Limbe     | Camerún    | Bandera de Camerún    | 2 – 2     | Bandera de Sudáfrica  | Sudáfrica  |
| 29 de marzo de 2016     | Bakau     | Gambia     | Bandera de Gambia     | 0 – 0     | Bandera de Mauritania | Mauritania |
| 29 de marzo de 2016     | Durban    | Sudáfrica  | Bandera de Sudáfrica  | 0 – 0     | Bandera de Camerún    | Camerún    |
| 3 de junio de 2016      | Nuakchot  | Mauritania | Bandera de Mauritania | 0 – 1     | Bandera de Camerún    | Camerún    |
| 4 de junio de 2016      | Bakau     | Gambia     | Bandera de Gambia     | 0 – 4     | Bandera de Sudáfrica  | Sudáfrica  |
| 3 de septiembre de 2016 | Limbe     | Camerún    | Bandera de Camerún    | 2 – 0     | Bandera de Gambia     | Gambia     |
| 2 de septiembre de 2016 | Nelspruit | Sudáfrica  | Bandera de Sudáfrica  | 1 – 1     | Bandera de Mauritania | Mauritania |

### Mejores segundos
Para definir a los dos mejores segundos se elabora una tabla solo con los segundos lugares de los grupos que estén conformados por 4 equipos, por lo tanto el segundo lugar del grupo I no es considerado así como cualquier segundo lugar de un grupo que termine conformado por 3 equipos debido a algún abandono, retiro o descalificación de alguna selección. Como consecuencia del retiro de Chad de la competición el segundo lugar del grupo G también fue desestimado para determinar a los mejores segundos.
     – Clasificados a la Copa Africana de Naciones 2017 como los mejores segundos.
| Selección                | Gr. | Pts. | PJ | PG | PE | PP | GF | GC | Dif |
| ------------------------ | --- | ---- | -- | -- | -- | -- | -- | -- | --- |
| Uganda                   | D   | 13   | 6  | 4  | 1  | 1  | 6  | 2  | +4  |
| Togo                     | A   | 11   | 6  | 3  | 2  | 1  | 11 | 4  | +7  |
| Benín                    | C   | 11   | 6  | 3  | 2  | 1  | 12 | 10 | +2  |
| Etiopía                  | J   | 11   | 6  | 3  | 2  | 1  | 11 | 14 | -3  |
| República Centroafricana | B   | 10   | 6  | 3  | 1  | 2  | 9  | 11 | -2  |
| Cabo Verde               | F   | 9    | 6  | 3  | 0  | 3  | 11 | 7  | +4  |
| Congo                    | E   | 9    | 6  | 2  | 3  | 1  | 9  | 7  | +2  |
| Mauritania               | M   | 8    | 6  | 2  | 2  | 2  | 6  | 5  | +1  |
| Suazilandia              | L   | 8    | 6  | 2  | 2  | 2  | 6  | 9  | -3  |
| Ruanda                   | H   | 7    | 6  | 2  | 1  | 3  | 9  | 6  | +3  |
| Burundi                  | K   | 7    | 6  | 2  | 1  | 3  | 7  | 9  | -2  |

## Goleadores
| El Arbi Hillel Soudani |

| El Arbi Hillel Soudani |

| Getaneh Kebede |

| Getaneh Kebede |

| Fiston Abdul Razak |
| Férébory Doré      |

| Mohamed Salah |

| William Jebor |

| Stéphane Sessègnon |

| Fiston Abdul Razak |
| Férébory Doré      |

| Mohamed Salah |

| William Jebor |

| Stéphane Sessègnon |

| Islam Slimani |

| Basem Morsi |

| Youssef El-Arabi |

| Islam Slimani |

| Basem Morsi |

| Youssef El-Arabi |

| Khama Billiat    |
| Knowledge Musona |
| Gelson           |
| Jordan Ayew      |

| Mohamed Zubya        |
| Abdoulay Diaby       |
| Cheick Moulaye Ahmed |

| Cédric Bakambu |
| Ernest Sugira  |
| Sadio Mané     |

| Thamsanqa Gabuza  |
| Yassine Chikhaoui |
| Winston Kalengo   |

| Khama Billiat    |
| Knowledge Musona |
| Gelson           |
| Jordan Ayew      |

| Mohamed Zubya        |
| Abdoulay Diaby       |
| Cheick Moulaye Ahmed |

| Cédric Bakambu |
| Ernest Sugira  |
| Sadio Mané     |

| Thamsanqa Gabuza  |
| Yassine Chikhaoui |
| Winston Kalengo   |

| Jonathan Bolingi   |
| Jordan Botaka      |
| Joël Kimwaki       |
| Paul-José M'Poku   |
| Firmin Mubele      |
| Sofiane Feghouli   |
| Faouzi Ghoulam     |
| Riyad Mahrez       |
| Saphir Taïder      |
| Felix Badenhorst   |
| Sabelo Ndzinisa    |
| Tony Tsabedze      |
| Komlan Agbegniadan |

| Floyd Ayité       |
| Kodjo Laba Fo-Doh |
| Jordan Massengo   |
| Prince Oniangue   |
| Christian Atsu    |
| Asamoah Gyan      |
| Chiukepo Msowoya  |
| Gerald Phiri Jr.  |
| Moussa Doumbia    |
| Modibo Maïga      |
| Domingues         |
| Apson Manjate     |
| Moussa Limane     |

| Vianney Mabidé        |
| Mame Biram Diouf      |
| Moussa Konaté         |
| Keagan Dolly          |
| Hlompho Kekana        |
| Saber Khalifa         |
| Taha Yassine Khenissi |
| Frédéric Gounongbé    |
| Joel Mogorosi         |
| Djaniny               |
| Vincent Aboubakar     |
| Saladin Said          |
| Idrissa Sylla         |

| Emilio Nsue       |
| Zézinho           |
| Ayub Masika       |
| Anthony Laffor    |
| Nabil Dirar       |
| Peter Shalulile   |
| Zakari Adebayor   |
| Jacques Tuyisenge |
| Luís Leal         |
| Dine Suzette      |
| Atak Lual         |
| Collins Mbesuma   |
| Cuthbert Malajila |

| Jonathan Bolingi   |
| Jordan Botaka      |
| Joël Kimwaki       |
| Paul-José M'Poku   |
| Firmin Mubele      |
| Sofiane Feghouli   |
| Faouzi Ghoulam     |
| Riyad Mahrez       |
| Saphir Taïder      |
| Felix Badenhorst   |
| Sabelo Ndzinisa    |
| Tony Tsabedze      |
| Komlan Agbegniadan |

| Floyd Ayité       |
| Kodjo Laba Fo-Doh |
| Jordan Massengo   |
| Prince Oniangue   |
| Christian Atsu    |
| Asamoah Gyan      |
| Chiukepo Msowoya  |
| Gerald Phiri Jr.  |
| Moussa Doumbia    |
| Modibo Maïga      |
| Domingues         |
| Apson Manjate     |
| Moussa Limane     |

| Vianney Mabidé        |
| Mame Biram Diouf      |
| Moussa Konaté         |
| Keagan Dolly          |
| Hlompho Kekana        |
| Saber Khalifa         |
| Taha Yassine Khenissi |
| Frédéric Gounongbé    |
| Joel Mogorosi         |
| Djaniny               |
| Vincent Aboubakar     |
| Saladin Said          |
| Idrissa Sylla         |

| Emilio Nsue       |
| Zézinho           |
| Ayub Masika       |
| Anthony Laffor    |
| Nabil Dirar       |
| Peter Shalulile   |
| Zakari Adebayor   |
| Jacques Tuyisenge |
| Luís Leal         |
| Dine Suzette      |
| Atak Lual         |
| Collins Mbesuma   |
| Cuthbert Malajila |

| Babanco                 |
| Kay                     |
| Odaïr Fortes            |
| Ricardo Pires Gomes     |
| Ryan Mendes             |
| Nuno Jóia               |
| Nuno Rocha              |
| Garry Rodrigues         |
| Júlio Tavares           |
| Fakhreddine Ben Youssef |
| Maher Hannachi          |
| Hamdi Harbaoui          |
| Wahbi Khazri            |
| Hamza Lahmar            |
| Youssef Msakni          |
| Ferjani Sassi           |
| Naïm Sliti              |
| Yoann Touzghar          |
| David Accam             |
| Frank Acheampong        |
| André Ayew              |
| John Boye               |
| Wakaso Mubarak          |
| Jeff Schlupp            |
| Samuel Tetteh           |
| Nabil Bentaleb          |
| Yassine Benzia          |
| Ryad Boudebouz          |
| Yacine Brahimi          |
| Rachid Ghezzal          |
| Aïssa Mandi             |
| Aristide Bancé          |
| Banou Diawara           |
| Préjuce Nakoulma        |
| Jonathan Pitroipa       |
| Alain Traoré            |
| Jonathan Zongo          |
| Salif Coulibaly         |
| Moussa Marega           |
| Adama Traoré            |
| Sambou Yatabaré         |
| Mustapaha Yatabaré      |
| Molla Wague             |
| Keita Baldé Diao        |
| Famara Diedhiou         |

| Mohamed Diamé              |
| Pape N'Diaye Souare        |
| Cheikhou Kouyaté           |
| Oumar Niasse               |
| Khalid Aucho               |
| William Kizito             |
| Geofrey Massa              |
| Tony Mawejje               |
| Farouk Miya                |
| Brian Umony                |
| Khaled Adénon              |
| David Djigla               |
| Jodel Dossou               |
| Steve Mounié               |
| Mickaël Poté               |
| Benjamin Moukandjo         |
| Nicolas N'Koulou           |
| Edgar Salli                |
| Sébastien Siani            |
| Karl Toko Ekambi           |
| Idrissa Camara             |
| Eridson                    |
| Frédéric Mendy             |
| Cícero Semedo              |
| Toni Silva                 |
| Tsotleho Jane              |
| Tumelo Khutlang            |
| Ralekoti Mokhahlane        |
| Bokang Mothoana            |
| Jane Thabantso             |
| Faisal Al Badri            |
| Sanad Al Ouarfali          |
| Mohamed El Monir           |
| Almoatasembellah Mohamed   |
| Fouad Triki Mohamed        |
| Faneva Ima Andriatsima     |
| Carolus Andriamahitsinoro  |
| Baggio Rakotonomenjanahary |
| Pascal Razakanantenaina    |
| Jeannot Vombola            |
| Boki                       |
| Junior Gourrier            |
| Salif Kéïta                |
| Foxi Kéthévoama            |

| Eloge Enza Yamissi       |
| Fredy                    |
| Sebastião Gilberto       |
| Dolly Menga              |
| Pana                     |
| Carlos Akapo             |
| José Antonio Miranda     |
| Randy                    |
| Iván Zarandona           |
| Francis Doe              |
| Gizzie Dorbor            |
| Sam Johnson              |
| Mark Paye                |
| Nordin Amrabat           |
| Aziz Bouhaddouz          |
| Omar El Kaddouri         |
| Hakim Ziyech             |
| Odion Ighalo             |
| Kelechi Iheanacho        |
| Etebo Oghenekaro         |
| Gbolahan Salami          |
| Muhadjiri Hakizimana     |
| Jean-Baptiste Mugiraneza |
| Dominique Savio Nshuti   |
| Fitina Omborenga         |
| Emmanuel Adebayor        |
| Serge Akakpo             |
| Vincent Bossou           |
| Mathieu Dossevi          |
| Sadat Ouro-Akoriko       |
| Onkabetse Makgantai      |
| Galabgwe Moyana          |
| Thabang Sesinyi          |
| Pierre Kwizera           |
| Abbas Nshimirimana       |
| Faty Papy                |
| Gervinho                 |
| Max Gradel               |
| Jonathan Kodjia          |
| Mahmoud Kahraba          |
| Ramy Rabia               |
| Ramadan Sobhi            |
| Dawit Fekadu             |
| Gatoch Panom             |

| Seyoum Tesfaye          |
| François Kamano         |
| Guy-Michel Landel       |
| Mohamed Yattara         |
| Eric Johanna            |
| Michael Olunga          |
| Paul Were               |
| Fabien Pithia           |
| Francis Rasolofonirina  |
| Andy Sophie             |
| Aly Abeid               |
| Boubacar Bagili         |
| Dialo Guideye           |
| Deon Hotto              |
| Benson Shilongo         |
| Hendrik Somaeb          |
| Koffi Dan Kowa          |
| Souleymane Dela Sacko   |
| Ouwo Moussa Maazou      |
| Yannick Bolasie         |
| Neeskens Kebano         |
| Elia Meschack           |
| Jean-Paul Adela         |
| Achiue Henriette        |
| Gervais Waye-Hive       |
| El Fardou Ben Nabouhane |
| Youssouf M'Changama     |
| Sheka Fofana            |
| Kei Kamara              |
| Ramadan Alagab          |
| Muhannad El Tahir       |
| Rainford Kalaba         |
| Christopher Katongo     |
| Costa Nhamoinesu        |
| Evans Rusike            |
| Nadjim Haroun           |
| Mustapha Carayol        |
| John Banda              |
| Bheu António Januário   |
| Tokelo Rantie           |
| Faduley                 |
| Sebit Bruno Martínez    |
| Mbwana Samatta          |
| Mohamed Liban           |

| Babanco                 |
| Kay                     |
| Odaïr Fortes            |
| Ricardo Pires Gomes     |
| Ryan Mendes             |
| Nuno Jóia               |
| Nuno Rocha              |
| Garry Rodrigues         |
| Júlio Tavares           |
| Fakhreddine Ben Youssef |
| Maher Hannachi          |
| Hamdi Harbaoui          |
| Wahbi Khazri            |
| Hamza Lahmar            |
| Youssef Msakni          |
| Ferjani Sassi           |
| Naïm Sliti              |
| Yoann Touzghar          |
| David Accam             |
| Frank Acheampong        |
| André Ayew              |
| John Boye               |
| Wakaso Mubarak          |
| Jeff Schlupp            |
| Samuel Tetteh           |
| Nabil Bentaleb          |
| Yassine Benzia          |
| Ryad Boudebouz          |
| Yacine Brahimi          |
| Rachid Ghezzal          |
| Aïssa Mandi             |
| Aristide Bancé          |
| Banou Diawara           |
| Préjuce Nakoulma        |
| Jonathan Pitroipa       |
| Alain Traoré            |
| Jonathan Zongo          |
| Salif Coulibaly         |
| Moussa Marega           |
| Adama Traoré            |
| Sambou Yatabaré         |
| Mustapaha Yatabaré      |
| Molla Wague             |
| Keita Baldé Diao        |
| Famara Diedhiou         |

| Mohamed Diamé              |
| Pape N'Diaye Souare        |
| Cheikhou Kouyaté           |
| Oumar Niasse               |
| Khalid Aucho               |
| William Kizito             |
| Geofrey Massa              |
| Tony Mawejje               |
| Farouk Miya                |
| Brian Umony                |
| Khaled Adénon              |
| David Djigla               |
| Jodel Dossou               |
| Steve Mounié               |
| Mickaël Poté               |
| Benjamin Moukandjo         |
| Nicolas N'Koulou           |
| Edgar Salli                |
| Sébastien Siani            |
| Karl Toko Ekambi           |
| Idrissa Camara             |
| Eridson                    |
| Frédéric Mendy             |
| Cícero Semedo              |
| Toni Silva                 |
| Tsotleho Jane              |
| Tumelo Khutlang            |
| Ralekoti Mokhahlane        |
| Bokang Mothoana            |
| Jane Thabantso             |
| Faisal Al Badri            |
| Sanad Al Ouarfali          |
| Mohamed El Monir           |
| Almoatasembellah Mohamed   |
| Fouad Triki Mohamed        |
| Faneva Ima Andriatsima     |
| Carolus Andriamahitsinoro  |
| Baggio Rakotonomenjanahary |
| Pascal Razakanantenaina    |
| Jeannot Vombola            |
| Boki                       |
| Junior Gourrier            |
| Salif Kéïta                |
| Foxi Kéthévoama            |

| Eloge Enza Yamissi       |
| Fredy                    |
| Sebastião Gilberto       |
| Dolly Menga              |
| Pana                     |
| Carlos Akapo             |
| José Antonio Miranda     |
| Randy                    |
| Iván Zarandona           |
| Francis Doe              |
| Gizzie Dorbor            |
| Sam Johnson              |
| Mark Paye                |
| Nordin Amrabat           |
| Aziz Bouhaddouz          |
| Omar El Kaddouri         |
| Hakim Ziyech             |
| Odion Ighalo             |
| Kelechi Iheanacho        |
| Etebo Oghenekaro         |
| Gbolahan Salami          |
| Muhadjiri Hakizimana     |
| Jean-Baptiste Mugiraneza |
| Dominique Savio Nshuti   |
| Fitina Omborenga         |
| Emmanuel Adebayor        |
| Serge Akakpo             |
| Vincent Bossou           |
| Mathieu Dossevi          |
| Sadat Ouro-Akoriko       |
| Onkabetse Makgantai      |
| Galabgwe Moyana          |
| Thabang Sesinyi          |
| Pierre Kwizera           |
| Abbas Nshimirimana       |
| Faty Papy                |
| Gervinho                 |
| Max Gradel               |
| Jonathan Kodjia          |
| Mahmoud Kahraba          |
| Ramy Rabia               |
| Ramadan Sobhi            |
| Dawit Fekadu             |
| Gatoch Panom             |

| Seyoum Tesfaye          |
| François Kamano         |
| Guy-Michel Landel       |
| Mohamed Yattara         |
| Eric Johanna            |
| Michael Olunga          |
| Paul Were               |
| Fabien Pithia           |
| Francis Rasolofonirina  |
| Andy Sophie             |
| Aly Abeid               |
| Boubacar Bagili         |
| Dialo Guideye           |
| Deon Hotto              |
| Benson Shilongo         |
| Hendrik Somaeb          |
| Koffi Dan Kowa          |
| Souleymane Dela Sacko   |
| Ouwo Moussa Maazou      |
| Yannick Bolasie         |
| Neeskens Kebano         |
| Elia Meschack           |
| Jean-Paul Adela         |
| Achiue Henriette        |
| Gervais Waye-Hive       |
| El Fardou Ben Nabouhane |
| Youssouf M'Changama     |
| Sheka Fofana            |
| Kei Kamara              |
| Ramadan Alagab          |
| Muhannad El Tahir       |
| Rainford Kalaba         |
| Christopher Katongo     |
| Costa Nhamoinesu        |
| Evans Rusike            |
| Nadjim Haroun           |
| Mustapha Carayol        |
| John Banda              |
| Bheu António Januário   |
| Tokelo Rantie           |
| Faduley                 |
| Sebit Bruno Martínez    |
| Mbwana Samatta          |
| Mohamed Liban           |

| Ahmed El Trbi (jugando contra Santo Tomé y Príncipe) |

| Njabulo Ndlovu (jugando contra Zimbabue) |

| Ahmed El Trbi (jugando contra Santo Tomé y Príncipe) |

| Njabulo Ndlovu (jugando contra Zimbabue) |